# Скаер, Люси
Люси Скерр (Lucy Skaer, 1 января 1975, Кембридж, Великобритания, живет и работает в Глазго и Лондоне) — современный британский художник.

## Биография
Люси Скерр родилась в Кембридже, училась в Школе искусств Глазго с 1993 по 1997. Живет и работает в Глазго и Лондоне. Значительная часть её работ построена на взаимодействии и изменении общественного пространства. Например, в одном из произведений она спрятала куколки моли и бабочки в уголовных судах в надежде, что они появятся во время судебного процесса. Скерр также выставляет графику и является членом коллектива художников «Henry VIII’s Wives».
В 2003 Скерр вошла в шорт-лист премии Beck’s Futures. В 2008 у художницы прошла ретроспектива в Fruitmarket Gallery в Эдинбурге, Шотландия, которая включала и новые работы. Одна из последних крупных персональных выставок — «A Boat Used As A Vessel», Кунстхалле Базель в Швейцарии (апрель-июнь 2009). В апреле 2009 она была включена в шорт-лист Премии Тернера за скульптуры «Black Alphabet» и «Leviathan Edge».

## Творчество
Скерр создает графику, скульптуру и фильмы, которые часто используют фотографические источники в качестве отправной точки. Укорененные в действительности, подвергнутые процессу переработки и трансформации, образы Скерр находятся в пространстве между узнаванием и двусмысленностью, фигуративным и абстракцией.
«Я заинтересована идеей о том, что труп является естественным образом — это идеальное сходство с живым человеком, и все же принципиально иное. Моя работа исследует перемещение образов, играет со степенью, в которой они отделяются от первоначального опыта. Момент травмы структурирован в композиции, взятых из таких источников, как гербы и пропагандистские плакаты. Пересекая границу между документацией и символизмом, эти работы направлены на вопрос об их прочтении» 
В графике Люси Скерр использует образы из таких источников как журналистские репортажи. Масштабные работы на бумаге напоминают баннеры, флаги или гигантские свитки. Обычно художница применяет графит для основной части рисунка, добавляя эмаль, краски и сусальное золото. Слияние фото-изображений с разными формами узоров, создает коллажи на грани эмоционального и материального, играя на знакомстве зрителя с композиционной структурой диаграмм Венна, геральдикой, ориентальной росписью, тестом Роршаха.

## Персональные выставки
| - 2009 — A boat used as a vessel, Кунстхалле Базель - 2008 — Catch this, Longside Gallery, Yorkshire Sculpture Park - 2008 — The Siege, Chisenhale Gallery, Лондон - 2008 — The Fruitmarket Gallery, Эдинбург | - 2004 — The Sound and the Screen, Schnittraum, Кёльн - 2004 — The Opaque, doggerfisher, Эдинбург - 2004 — The problem in seven parts, Counter, Лондон - 2001 — Like a circle in a spiral, Transmission Gallery, Глазго |